# سائوری ساکودا
سائوری ساکودا (انگلیسی: Saori Sakoda؛ زادهٔ ۱۸ دسامبر ۱۹۸۷) بازیکن والیبال اهل ژاپن است.